# Штегеман, Елена
Елена Штегеман (нем. Helene Staegemann, иногда Штегеман-Зигварт, нем. Staegemann-Sigwart; 18 апреля 1877, Ганновер — 20 августа 1923, Гармиш-Партенкирхен) — немецкая камерная певица. Дочь и ученица певца и режиссёра Макса Штегемана, сестра Вальдемара Штегемана; с 1909 года жена композитора Бото Зигварта цу Эйленбурга.

## Биография
Дебютировала в Лейпциге в 1899 году и активно концертировала до Первой мировой войны. В 1900 году критика отмечала её как «превосходную певицу с красивым, хорошо поставленным голосом и свидетельствующей о хорошем вкусе манерой исполнения». О даровании Штегеман одобрительно отозвался Вильгельм Кинцль, отметив, в частности, её исполнение песен Шумана, Вольфа и Рихарда Штрауса. Штегеман также исполняла народные песни.
Певице посвящена песня Ханса Пфицнера «К пчёлам» Op. 22 № 5 (1908).